# Artur Popławski (futsalista)
Artur Popławski (ur. 4 października 1988 w Sosnowcu) – polski futsalista, piłkarz plażowy, zawodnik z pola, reprezentant Polski w futsalu oraz beach soccerze. Obecnie zawodnik ekstraklasowego Rekordu Bielsko-Biała na hali oraz Tonio Team Sosnowiec na piasku. Uczestnik Euro Winners Cup w 2015 oraz 2019 roku.

## Futsal
Od 2012 roku występuje w reprezentacji Polski i Rekordzie Bielsko-Biała, a wcześniej był zawodnikiem Clearexu Chorzów, z którym grał w finale Pucharu Polski. Z Rekordem w sezonie 2012/2013 zdobył Puchar Polski i w finale strzelił dwie bramki. W 2013 roku sięgnął także po Superpuchar Polski. W tym samym roku selekcjoner reprezentacji Polski, Andrea Bucciol, mianował Popławskiego kapitanem reprezentacji. W sezonie 2013/2014 zdobył Mistrzostwo Polski.